# 小行星6253
小行星6253（英語：6253）是一颗围绕太阳公转的小行星。1992年3月24日，上田清二、金田宏在钏路市发现了此天体。
这颗小行星的绝对星等为292.87018等。